# Fawley-Raffinerie
Die Fawley-Raffinerie (englisch Fawley Refinery) ist eine Erdölraffinerie, welche sich auf Großbritannien in der Ortschaft Fawley, Hampshire, befindet. Sie ist die größte Raffinerie des Vereinigten Königreiches. Sie befindet sich direkt am Meeresarm Southampton Water. Südlich der Raffinerie befand sich das Kraftwerk Fawley, welches mit Schweröl aus der Raffinerie versorgt wurde.

## Geschichte
Die Raffinerie wurde 1921 von der Atlantic, Gulf and West Indies Oil Company errichtet. Schon 1923 wurde sie an die British-Mexican Petroleum veräußert und gelangte wiederum 1926 in das Eigentum der Anglo-American Oil Company, einer Tochterfirma der Exxon (ExxonMobil), in deren Besitz sich die Raffinerie noch heute befindet. Im Jahr 1939 konnte die Raffinerie 600.000 Tonnen Erdöl im Jahr verarbeiten, was einer Tageskapazität von 12.000 Barrel entspricht.
Nach dem Ende des Zweiten Weltkriegs wurde die Raffinerie ab 1949 komplett neu aufgebaut und vergrößert. Zur Eröffnung am 14. September 1951 war der damalige Premierminister des Vereinigten Königreichs, Clement Attlee, anwesend. Diese neue Anlage konnte nun 157.000 Barrel am Tag verarbeiten und war zu dieser Zeit die drittgrößte in Großbritannien. 1958 wurde die Raffinerie durch verschiedene Chemieanlagen ergänzt, welche eine Weiterverarbeitung der Rohölbestandteile durchführen. 2012 wurde eine Rohöldestillation mit der dazugehörigen Vakuumdestillation stillgelegt.

## Prozessanlagen
Seit der Stilllegung einer Rohöl- und Vakuumdestillation in 2012 verfügt die Raffinerie noch über drei Rohöl- und Vakuumdestillationen. Außerdem werden ein Fluid Catalytic Cracker sowie diverse Entschwefelungs- und Veredelungsanlagen betrieben.

## Produkte
- 28 % Benzin[3]
- 29 % Diesel
- 11 % Kerosin
- 11 % Heizöl
- 3 % Schmierölvorprodukt
- 1 % Bitumen
- 5 % sonstige Produkte